# Cattedrale metropolitana di Buenos Aires
La cattedrale metropolitana di Buenos Aires, dedicata alla Santissima Trinità, è la chiesa madre dell'arcidiocesi di Buenos Aires. Sorge nel barrio San Nicolás, all'incrocio tra calle San Martín e l'avenida Rivadavia, di fronte a plaza de Mayo.

## Storia e descrizione

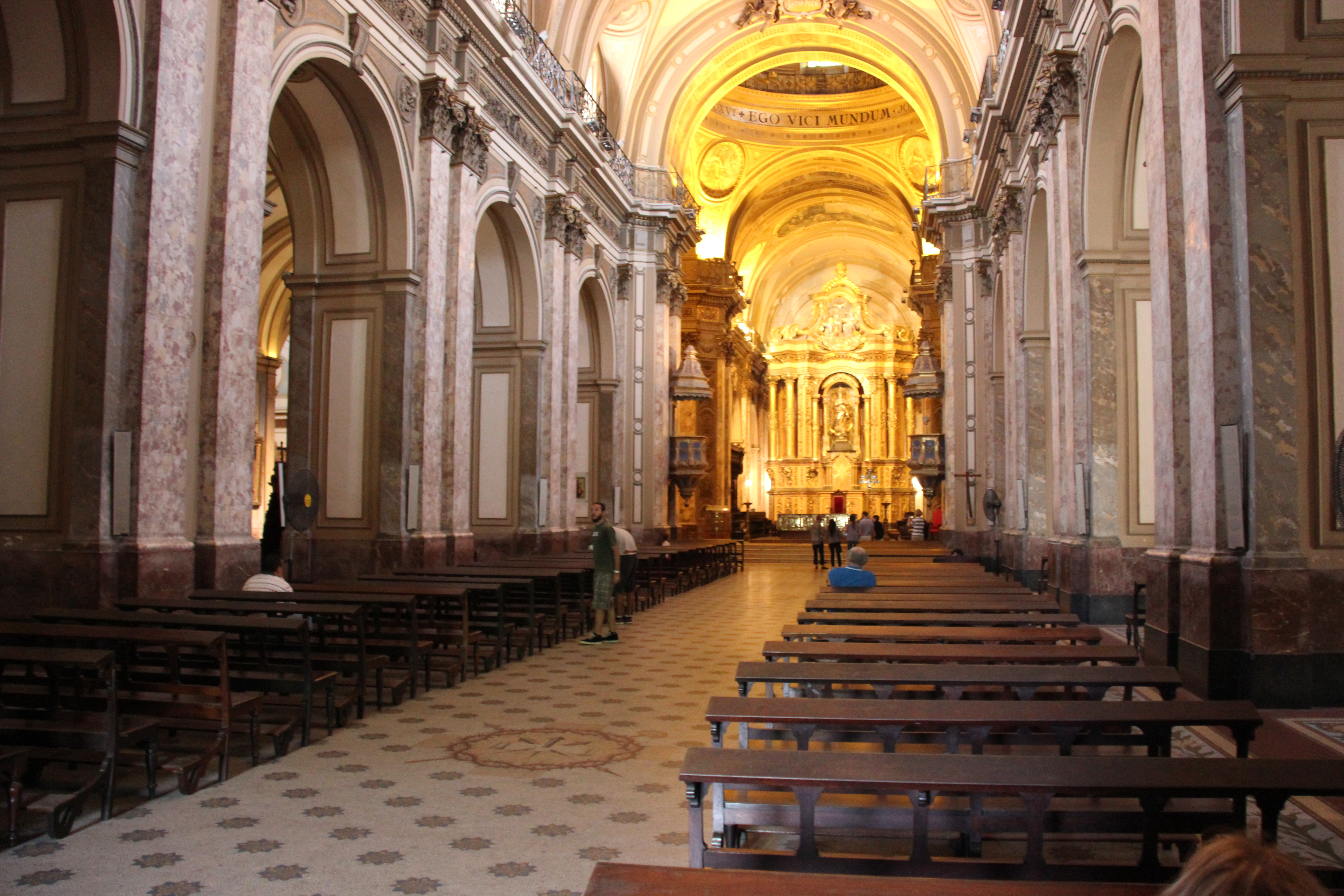
Interno della Cattedrale

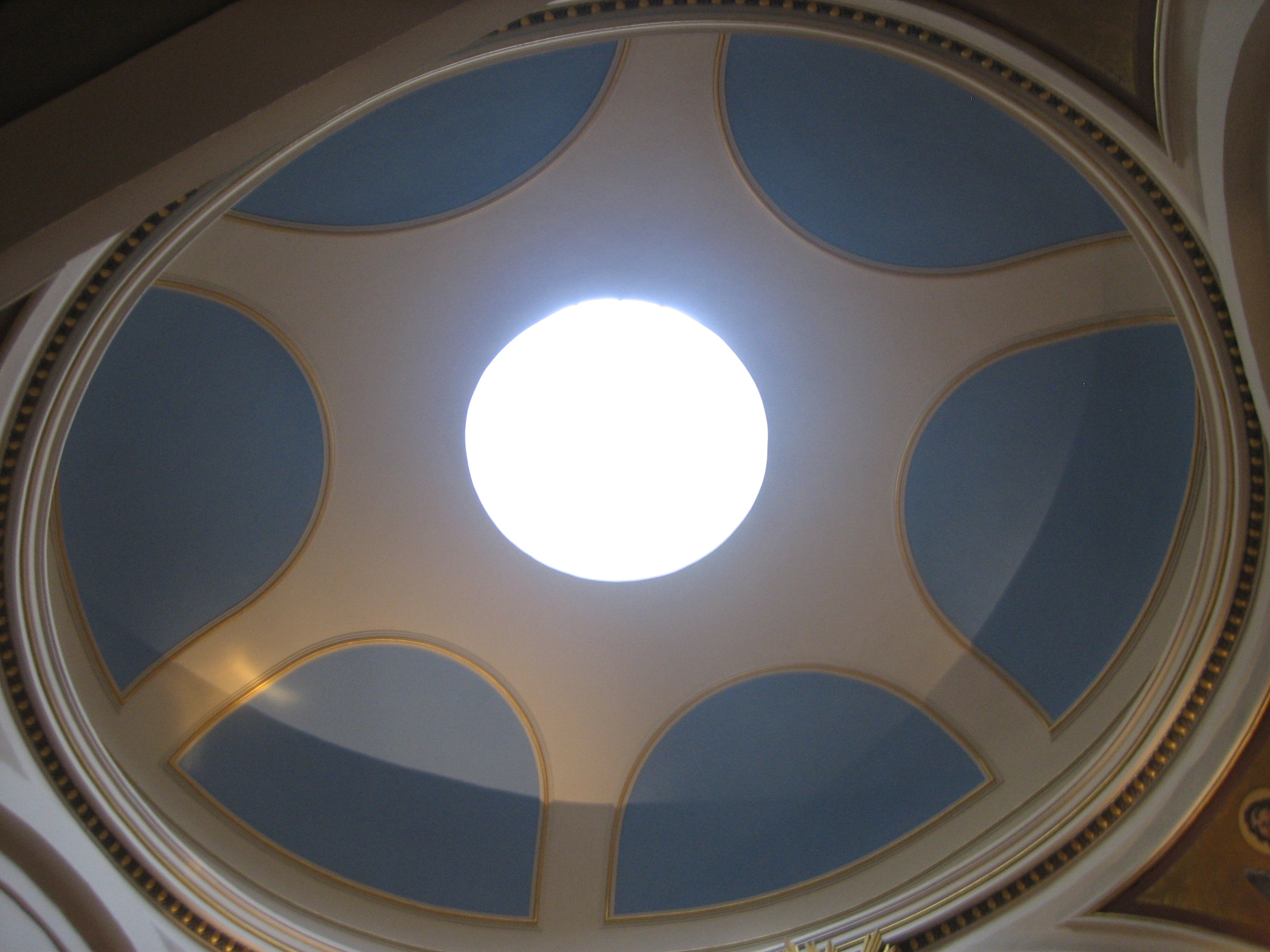
Interno della cupola della Cattedrale

L'attuale cattedrale venne eretta a partire dal 1752, su progetto dell'architetto Antonio Masella, e aperta al culto il 25 marzo 1791. Nel 1822 venne eretto il prospetto principale in stile neoclassico, costituito da un pronao, progettato dal francese Próspero Catelin, che si ispirò alla facciata del palais Bourbon di Parigi. 

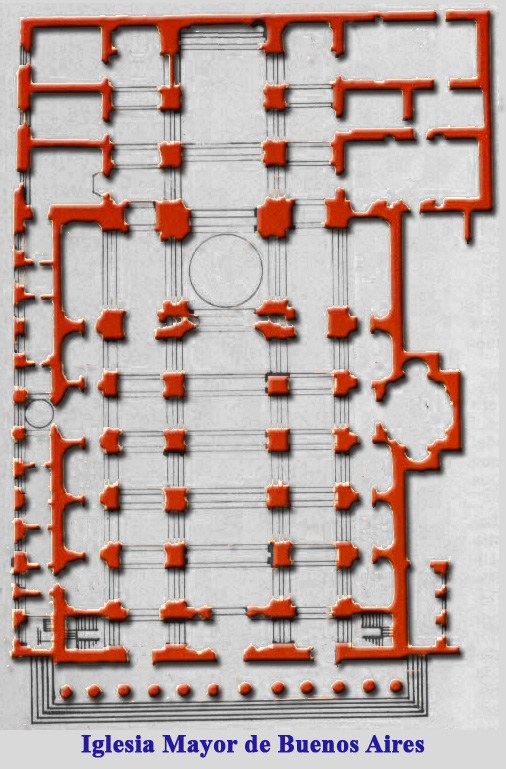
Pianta della Cattedrale

Nel prospetto della cattedrale di Buenos Aires, dodici colonne di ordine corinzio reggono il frontone, all'interno del quale è collocato il bassorilievo, scolpito da Dubordieu nel 1862, che raffigura l'incontro di Giuseppe con il padre Giacobbe e con i suoi fratelli in Egitto.
L'interno della chiesa si presenta a pianta a croce latina, dotata di cinque navate, cappelle laterali, transetto e profondo coro rettangolare. All'incrocio tra la navata centrale e il transetto, sotto la cupola, si situa il presbiterio, al centro del quale si trova l'altare maggiore, coperto da un rivestimento in argento. Alle spalle dell'altare, verso il fondo dell'abside, si incontra il retablo mayor, un grande altare in legno dorato risalente alla fine del XVIII secolo, opera di Isidro Lorea e Martín Martínez. Al centro del retablo è collocata la statua dell'Immacolata Concezione, mentre sulla sommità si trova un gruppo scultoreo raffigurante la Santissima Trinità; sul retro è invece collocata l'immagine di Nostra Signora di Bonaria (Santa María de los Buenos Aires), rivolta alla cappella a lei dedicata in fondo al coro.
Tra le cappelle laterali è da menzionare la quarta a destra dall'ingresso, dove si trova il mausoleo di José de San Martín, realizzato nel 1880 da Carrier Belleuse. Nel braccio sinistro del transetto è collocato l'altare dove si custodisce la statua del Santo Cristo de los Buenos Aires, un crocifisso ligneo risalente al 1671, opera di Manuel de Coyto. Di fronte, nel braccio destro del transetto, si trova l'altare dedicato al patrono di Buenos Aires, san Martino di Tours.

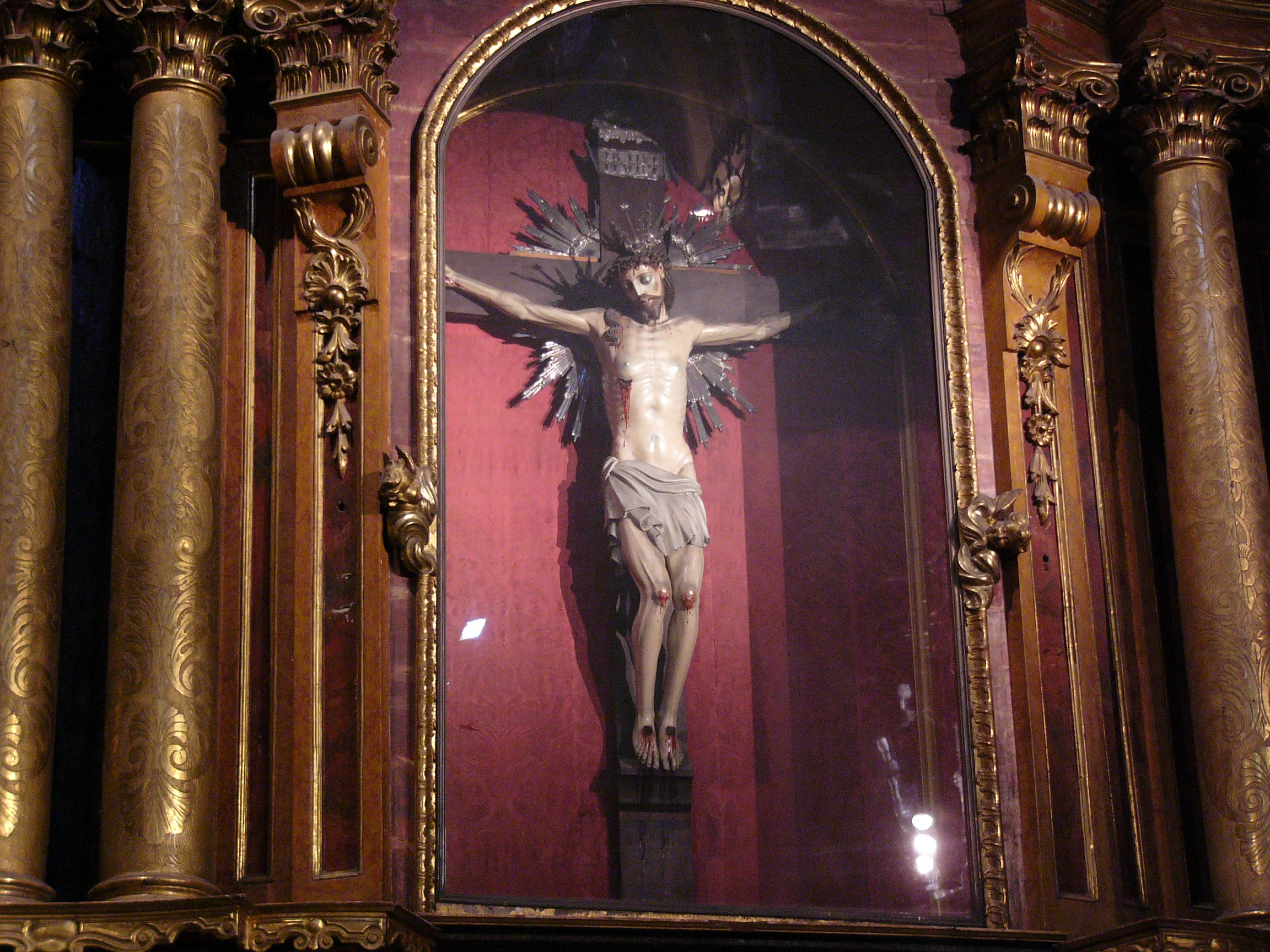
Cristo di Buenos Aires (1671)

I quadri delle quattordici stazioni della Via Crucis furono realizzati da Francesco Domenighini alla fine del XIX secolo; originariamente erano collocati nella chiesa del Pilar. Il pavimento, risalente al 1907, è in mosaici veneziani, con raffigurazioni dei simboli della passione di Cristo. I confessionali risalgono al XVIII secolo e provengono dalle missioni gesuitiche.